# Mario Cuomo
Mario Matthew Cuomo (New York (New York), 15 juni 1932 – aldaar, 1 januari 2015) was een Amerikaans politicus van de Democratische Partij. Hij was de gouverneur van New York van 1983 tot 1994.

## Loopbaan
Mario Cuomo studeerde in 1956 af in de rechten aan de St. John's University. Later werd hij voor de Democratische Partij in het stadsbestuur van New York gekozen. In 1974 stelde hij zich kandidaat als luitenant-gouverneur van New York, maar hij werd niet gekozen. In 1975 werd hij staatssecretaris van New York. In 1977 was hij kandidaat voor de burgemeestersverkiezing voor de stad New York, maar hij verloor deze verkiezingen maar net. In 1978 had hij meer succes toen hij tot vicegouverneur van New York werd gekozen. In 1982 won hij de gouverneursverkiezingen en in 1983 werd hij gouverneur van New York. Hij werd twee keer herkozen. In 1994 verloor hij de gouverneursverkiezingen en werd George Pataki van de Republikeinse Partij tot gouverneur gekozen.
Mario Cuomo (van Italiaanse afkomst) gold als een liberaal politicus die zich scherp keerde tegen de doodstraf. Tijdens zijn ambtstermijn had hij deze ook niet ten uitvoer gebracht. Hij was echter wel een tegenstander van abortus, maar keerde zich wel tegen een verbod. In 1986 ontstond er tussen Cuomo en het dekenaat van New York een conflict omdat het dekenaat weigerde maffiabaas Paul Castellano een rooms-katholieke begrafenis te geven, iets waar Cuomo wel voor was.
Een bekend citaat van Cuomo is You campaign in poetry. You govern in prose.
Cuomo overleed op 1 januari 2015 op 82-jarige leeftijd aan hartfalen.

## Privéleven
Cuomo was van 1955 tot zijn overlijden getrouwd. Zijn zoon Andrew Cuomo werd in 2010 eveneens gekozen tot gouverneur van New York. Enkele uren voor het overlijden van Mario Cuomo werd Andrew geïnaugureerd voor zijn tweede termijn als gouverneur.
- Bibsys: 98022822
- Bibliothèque nationale de France: cb124456820 (data)
- CiNii: DA05348482
- Gemeinsame Normdatei: 118881973
- International Standard Name Identifier: 0000 0001 1641 7167
- Library of Congress Control Number: n82221224
- MusicBrainz: 30db17c6-1708-4571-a85a-6cdec242b02e
- Bibliotheek van het Japanse parlement: 00465156
- Nationale Bibliotheek van Israël: 987007260038205171
- Nederlandse Thesaurus van Auteursnamen: 071088741
- SNAC: w68076vn
- Système universitaire de documentation: 033606366
- Virtual International Authority File: 51783842
- WorldCat: E39PBJvhrp8gwY9xPv8h9jXmVC